# Felix Nussbaum
| Pasfoto van Felix Nussbaum en Felka Platek (1937) |
| Pasfoto van Felix Nussbaum en Felka Platek (1937) |

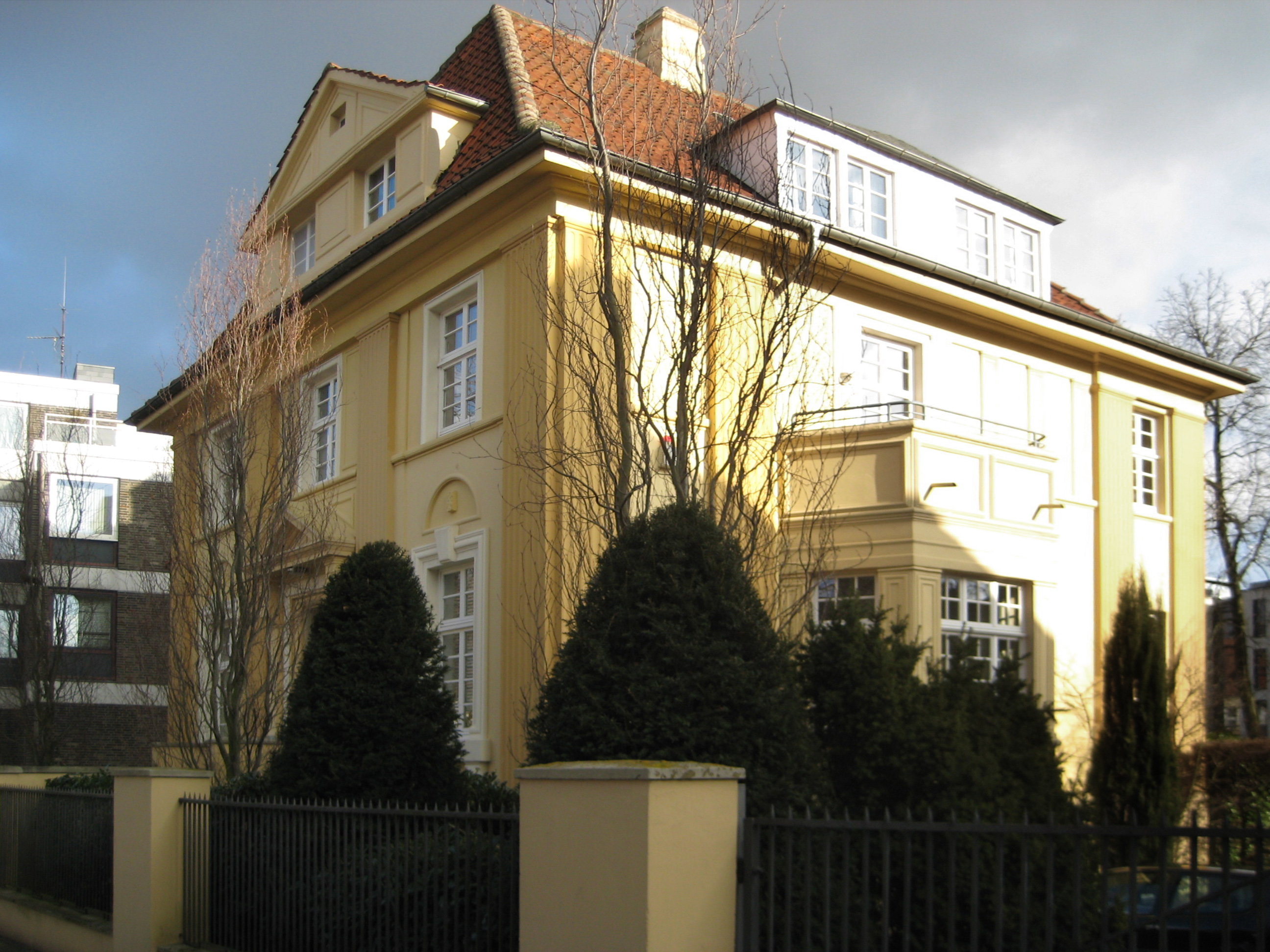
Nussbaum-Villa in Osnabrück (1922). Het atelier van de jonge Felix Nussbaum bevond zich op de zolderverdieping.

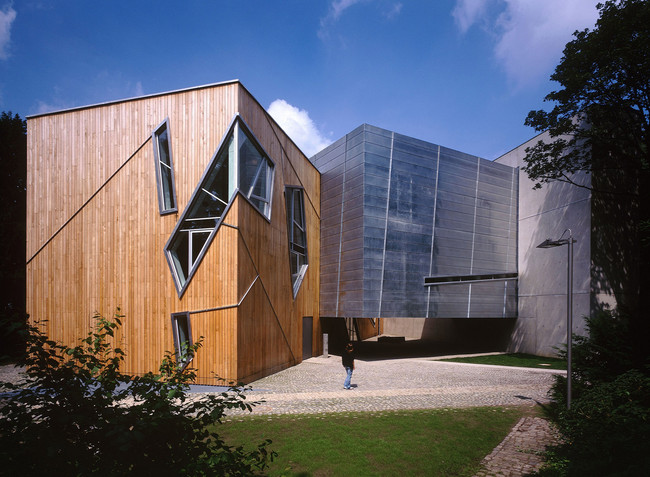
Het Felix-Nussbaum-Haus in Osnabrück

Felix Nussbaum (Osnabrück, 11 december 1904 – Auschwitz-Birkenau, 9 augustus 1944) was een Joods-Duitse schilder.

## Leven en werk

### Jeugd en opleiding

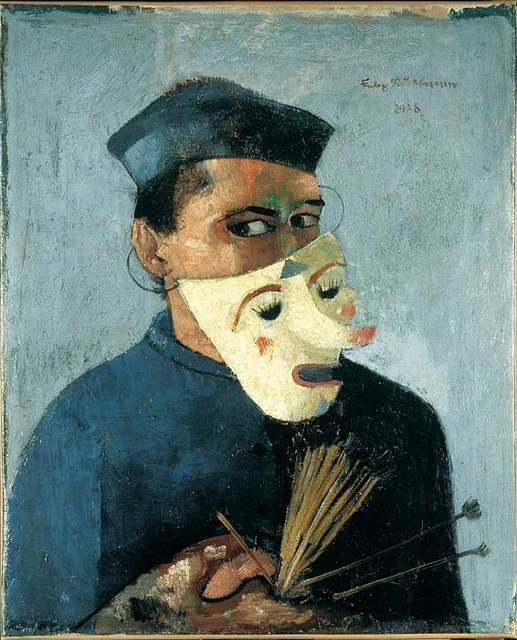
Zelfportret met masker (1928)

Nussbaum was de tweede zoon van de ijzerhandelaar Philip Nussbaum en zijn vrouw Rachel van Dijk. In de familie waren kunst en muziek belangrijk en de vader was een amateurschilder, die graag kunstschilder was geworden. Vooral het werk van Vincent van Gogh werd vereerd. De vakanties bracht het gezin door op het Duitse eiland Norderney en in het mondaine Belgische Oostende. Vader Nussbaum heeft de belangstelling van zijn zoon voor de schilderkunst sterk gestimuleerd en hem aangemoedigd te gaan studeren.
In 1922 begon Nussbaum zijn studie aan de Hamburger Kunstgewerbeschule  in Hamburg, maar al in de zomer van 1923 schreef hij zich in aan de Berlijnse Vereinigten Staatsschulen für Freie und Angewandte Kunst (thans de Universiteit van de Kunsten in Berlijn). Hij studeerde onder anderen bij Paul Plontke en César Klein en rondde de studie als Meisterschüler in 1928 af bij Hans Meid. In datzelfde jaar had hij zijn eerste solo-expositie in de Berlijnse Galerie Casper. In zijn werk oriënteerde hij zich eerst nog sterk op de stijl van Van Gogh (bijvoorbeeld in Selbstbildnis mit grünem Hut uit 1927), maar allengs verlegde hij zijn aandacht meer naar Henri Rousseau, Giorgio de Chirico en Carl Hofer. Ook leerde hij zijn toekomstige echtgenote Felka Platek, een Poolse schilderes, kennen.
In 1928 nam hij afstand van zijn voorbeelden en bezocht, als een soort afscheidsreis van Van Gogh, Zuid-Frankrijk. In dit jaar bezocht hij ook Oostende uit bewondering voor het werk van James Ensor. Hij schildert in Oostende zijn "Zelfportret met masker". Dit masker is waarschijnlijk een artistieke groet aan Ensor.
Hierna werkte hij in een eigen atelier aan de Xantener Straße in Berlin-Wilmersdorf en vestigde hij zich als vrij kunstenaar.

### 1930 tot 1939
Nussbaum kreeg in 1932 als een bekroning op de snelle ontwikkeling in zijn carrière een stipendium, de Villa Massimo-Preis, in Rome. Met enige tegenzin, daar voor hem Parijs de toekomst in de kunst was en Rome het verleden, reisde hij in oktober 1932 naar Italië. Adolf Hitler kwam aan de macht in Duitsland in 1933 en Nussbaum zou nooit meer terugkeren naar Duitsland. Ook Felka Platek volgde hem in de vrijwillige emigratie. Hij krijgt uit Berlijn het bericht dat zijn atelier met alle opgeslagen schilderijen is afgebrand. Vanuit Rome begint een lange zwerftocht via San Remo, Bazel en Parijs. Uit Parijs komend troffen de twee elkaar, voorzien van een toeristenvisum, in het Belgische Oostende. Hij brengt er vier jaar door en schildert er 35 havengezichten. In 1935 schildert hij een aantal werken waarop een of meerdere maskers voorkomen. De strijd om verblijfsvergunningen en de steeds wisselende pensions waar zij verbleven, liet het paar al snel kennismaken met de status van ongewenst emigrant. Hij maakte vanaf 1936 een serie zelfportretten, die zijn eigen identiteit als Duitser en als Jood onderstreepten. De schilderijen die hij vervaardigde waren vooral gemaakt vanuit zijn toerist-zijn: haven- en stadsgezichten. De thema's werden snel donkerder, eentoniger en de dreiging werd sterker.
In september 1937 verlieten Felix en Felka Oostende en verhuisden naar Brussel, waar zij in oktober trouwden. Zij betrokken een huis aan de Molièrelaan te Vorst. Nussbaum sloot vriendschap met de Belgische beeldhouwer Dolf Ledel en slaagde er via hem in nog de mogelijkheid te krijgen aan tentoonstellingen deel te nemen. In 1938 was hij aanwezig in Parijs, als deelnemer aan de expositie Freie Deutsche Kunst, die was gericht tegen de in hetzelfde jaar in München gehouden tentoonstelling Entartete Kunst. De werken waarmee Nussbaum zich wilde presenteren waren uitgesproken politiek van karakter, tegen oorlog en schilderverbod gericht. Tot zijn teleurstelling konden deze werken wegens problemen met de douane niet worden getoond en Nussbaum zag er in het vervolg van af te expliciete, politieke schilderijen te maken. Vanaf 1939 ondervond hij steeds sterker een ongewenste buitenlander en een vervolgde jood te zijn. Zijn werk La nature morte de Felix Nussbaum van 16 april 1940 ontstond kort voor de Duitse inval in België op 10 mei.

### 1940 tot 1945
Op 10 mei 1940 werd hij door de Belgische autoriteiten, samen met alle andere weerbare Duitse mannen, aangehouden en gedeporteerd naar het Zuid-Franse interneringskamp van Saint-Cyprien. Vermoedend dat hij daar tot elke prijs weg moest, diende Nussbaum in augustus 1940 een verzoek in om naar Duitsland te mogen reizen: Rückführung ins Reich. Dit verzoek werd toegestaan en Nussbaum slaagde erin, tijdens een oponthoud in een kazerne in Bordeaux, samen met een schoolvriend uit Osnabrück, te ontsnappen. Hij keerde onmiddellijk terug naar Brussel, waar zijn echtgenote hem opwachtte. Nussbaum ging weer aan het werk en verwerkte zijn kampervaringen en de oorlog in zijn schilderijen, zoals in Der Sturm en St. Cyprien. 
Toen in 1942 de eerste deportatie van joden plaatsvond, verliet Nussbaum halsoverkop zijn atelier, met achterlating van een paar grote doeken. Het echtpaar vond een onderduikadres bij de beeldhouwer Ledel, waar zij tot maart 1943 konden blijven. De familie Ledel besloot toen naar de Ardennen uit te wijken en stelde de Nussbaums voor mee te komen. Felka had niet de kracht meer en Felix besloot in Brussel te blijven. Zij keerden terug naar hun eigen woning waar een schuilplaats was ingericht door de verhuurder. Aan de Gestapo werd tijdens razzia's steeds een lege woning getoond. Op 10 juni 1944 werden de twee, na verraad, gericht opgepakt en via Mechelen op 31 juli 1944, met het laatste transport uit België, gedeporteerd naar het vernietigingskamp Auschwitz, waar Felix op 2 augustus aankwam. Een week later, naar wordt aangenomen op 9 augustus 1944, werd hij vermoord. Brussel werd minder dan een maand later, op 6 september 1944, door de geallieerden bevrijd.

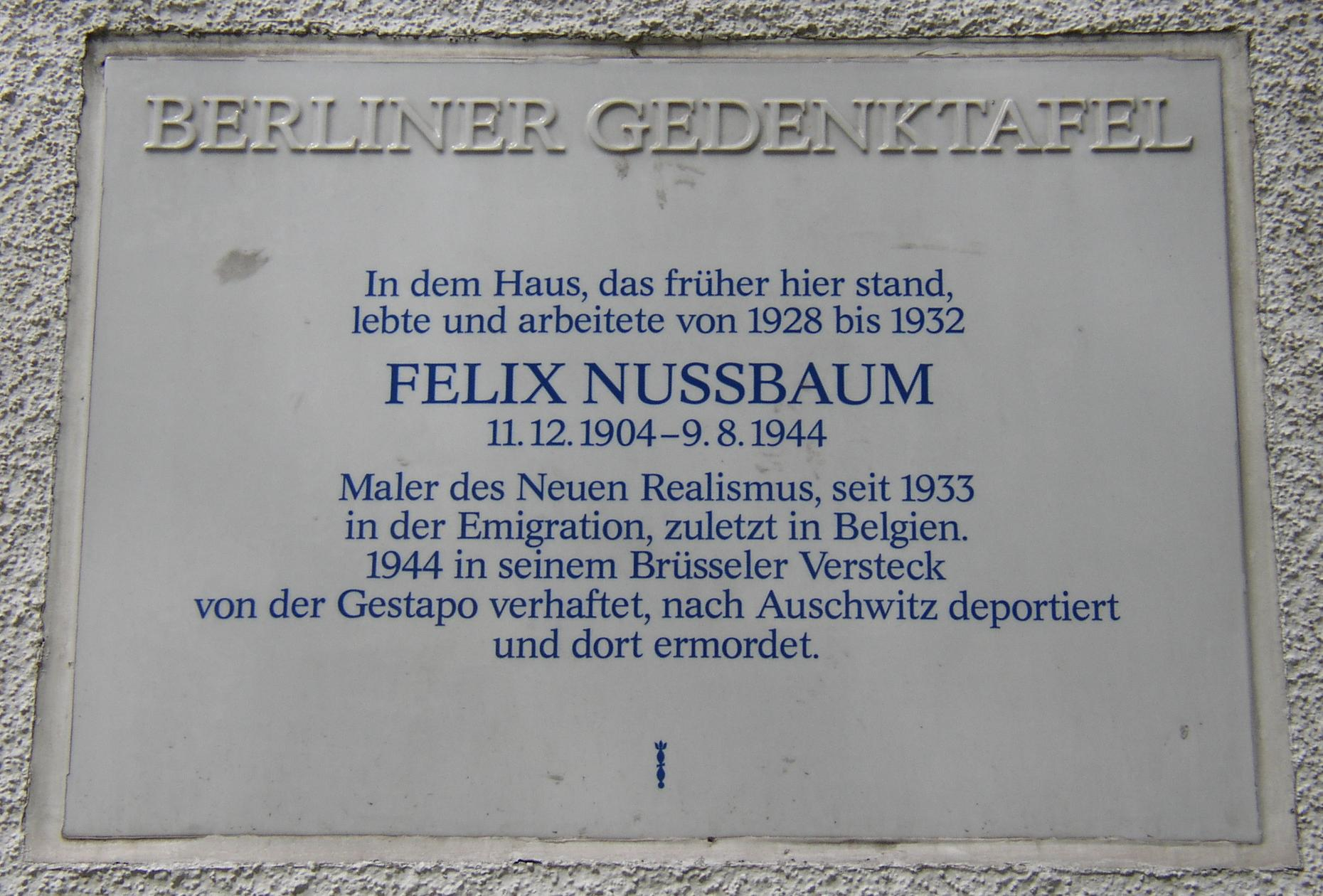
Een Berlijnse gedenksteen in Berlin-Wilmersdorf

## Felix-Nussbaum-Haus
De inmiddels 200 werken grote Sammlung Felix Nussbaum wordt sinds 1998 gepresenteerd in een permanente expositie in de nieuwbouw van het Felix-Nussbaum-Haus in Osnabrück. Het ontwerp voor dit museum is van de Amerikaanse architect Daniel Libeskind.